# Bom Fim
Pour les articles homonymes, voir Bonfim.

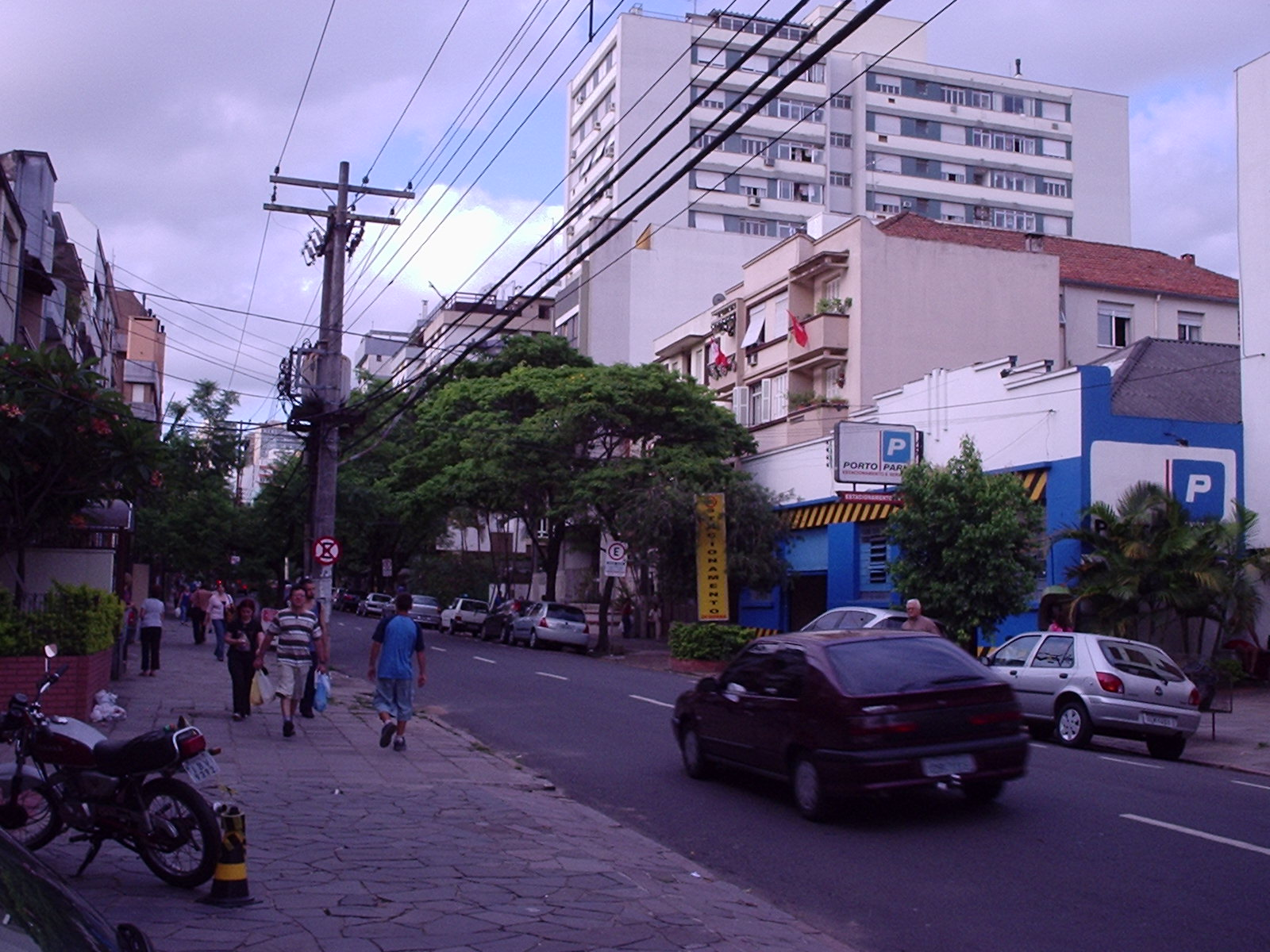
Vue du quartier Bom Fim.

Bom Fim est un quartier de la ville de Porto Alegre, capitale de l'État du Rio Grande do Sul.
Il a été créé par la Loi 2022 du 07/12/1959.

## Données générales
- Population (2000) : 11.351 habitants
  - Hommes : 4.802
  - Femmes : 6.549
- Superficie : 38 ha
- Densité : 298,71 hab/ha

## Limites actuelles
Rue Osvaldo Aranha, de l'angle de la rue Sarmento Leite jusqu'à la rue Felipe Camarão ; de celle-ci jusqu'à la rue Castro Alves,  et, dans son prolongement, en direction est/ouest, parallèlement à l'avenue Independência jusqu'à sa rencontre avec la place Dom Sebastião ; puis de la rue Sarmento Leite jusqu'à l'avenue Osvaldo Aranha.

## Histoire
Bom Fim trouve son origine dans l'ancien Campo da Várzea, un espace public de 69 hectares qui servait de campement pour les meneurs de bétail qui conduisaient les animaux destinés à l'approvisionnement en viande de la ville. Le Campo da Várzea se transforma en Campo do Bom Fim à la suite de la construction de  la chapelle du Senhor do Bom Fim, commencée en 1867 et terminée en 1872.
Vers la fin des années 1920, les premiers membres de la communauté juive commencèrent à s'installer le long de l'avenue Bom Fim.

## Aujourd'hui
Actuellement, Bom Fim est un quartier résidentiel et commercial où se remarquent les luxueux magasins de meubles et où se déroule le traditionnel  brique (marché aux puces) de l'avenue José Bonifácio. Malgré l'actuelle diversité de sa population, Bom Fim reste le symbole de l'immigration juive à Porto Alegre.
Les samedi et dimanche c'est un quartier bucolique, avec des expositions d'artisanat, d'antiquités et des marchés aux puces. Pendant la semaine, c'est un quartier animé et affairé surtout sur la large, longue et passante avenue Osvaldo Aranha. Le quartier est fréquenté par les intellectuels et les membres des mouvements alternatifs et de contre-culture, ce qui lui confère une atmosphère bohème et effervescente. On y trouve des universités, des écoles traditionnelles, des chapelles, des synagogues des théâtres et des parcs. Le Parc de la Redenção et ses 37,5 ha est le principal point d'attraction du quartier.